# Oriflama
|  | Aquest article tracta sobre l'estendard. Si cerqueu la revista per a joves, vegeu «Oriflama_(revista)». |

l'Oriflama (del llatí aurea flamma, "flama daurada"), era un estendard punxegut i vermell sang que penjava de la punt d'una llança daurada. Va ser l'estendard de batalla del rei de França a l'edat mitjana. L'Oriflama es va crear com a estendard sagrat de l'Abadia de Sant Denis, monestir al nord de París. Quan l'Oriflama era enarbolada en batalla per la reialesa francesa durant l'Edat Mitjana, sobretot durant la Guerra dels Cent Anys, no es podien fer presoners fins que l'enemic no fos abatut. Mitjançant aquesta tàctica, esperaven provocar por als cors dels seus enemics, especialment els nobles, que normalment podien esperar ser fets presoners per demanar un rescat durant aquests enfrontament militars.
En francès, amb el pas del temps, el terme " Oriflama " ha arribat a significar qualsevol estendart amb puntes punxegudes, per associació amb la forma de l'original de Sant Denis.

## Origen llegendari

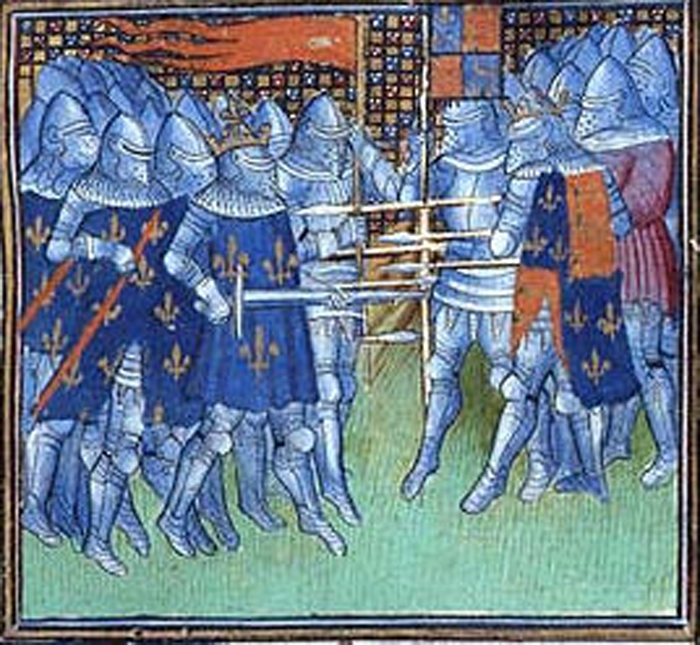
La batalla de Poitiers 1356. L'oriflama es pot veure a la part superior esquerra.

L'Oriflama va ser esmentada a la balada del segle XI Chanson de Roland (vv. 3093-5) com a estendard reial, primer anomenada Romaine i després Montjoie, i "segons la llegenda", Carlemany va portar l'oriflama a Terra Santa en resposta a una profecia sobre un cavaller que posseïa una llança d'or, les flames de la qual havien de cremar i expulsar els sarraïns de Terra Santa. Això fa pensar que, originàriament, l'objecte important era la llança, amb l'estendard penjant com una simple decoració, però això va canviar amb el temps.

## Història
L'Oriflama va ser utilitzada per primera vegada per Lluís VI el 1124 i va ser enarbolada per última vegada a la batalla d'Agincourt el 1415, encara que una versió de l'oriflama va romandre a l'abadia de St. Denis fins al segle xviii.
Lluís VI va substituir l'anterior estendard de Sant Martí per l'Oriflama de l'abadia de Sant Denis, que flamejava al voltant de la tomba de Sant Denis i que es deia que havia estat donada a l'abadia pel rei Dagobert. Fins al segle XII l'abanderat era el comte de Vexin, que, tal com es va jurar a Sant Denis, era el defensor temporal de l'abadia. Lluís VI, havent adquirit Vexin, esdevingué abanderat; tan bon punt va començar la guerra, Lluís VI va rebre la comunió a Sant Denis i va agafar l'estendard de la tomba del sant per portar-lo al combat.
Està registrat que fou portat a les batalles/campanyes següents:
- Bouvines 1214
- Setena croada 1248
- Mons-en-Pévèle 1304
- Crécy 1346
- Poitiers 1356
- Roosebeke 1382
- Agincourt 1415 (dubtós; vegeu més avall)

L'Oriflama es va perdre almenys quatre vegades durant la seva història medieval: Mons-en-Pévèle, Crécy, Poitiers, i durant les campanyes de la setena croada sota el rei Lluís IX.
Encara que l'Oriflama s'ha representat sovint com havent estat present a la batalla d'Agincourt, els historiadors moderns ho han posat en dubte. L'estendard va ser lliurat a Guillaume de Martel per Carles VI el 10 de setembre de 1415, i va ser portat per Martel de París a Rouen. Probablement va ser un intent d'aixecar la moral francesa i de reunir les tropes, però no hi ha proves que l'Oriflama fos portada en aquesta campanya i enarbolada a Agincourt. Els historiadors moderns coincideixen que l'Oriflama no va poder ser portada per Martel a Agincourt, ja que el rei no va estar present a la batalla en persona.

## Aparença
L'estendard era de seda vermella o ataronjada i s'enarbolava penjant d'una llança daurada. Segons la llegenda, el seu color prové del fet d'haver estat submergida en la sang del recentment decapitat St. Denis.
Les descripcions supervivents de l'Oriflama es troben a Guillaume le Breton (segle XIII), a la "Crònica de Flandes" (segle XIV), als "Registra Delphinalia" (1456) i a l'inventari del tresor de Saint-Denis (1536).). Mostren que l'Oriflama primitiva va ser succeïda al llarg dels segles per oriflamas més noves que s'assemblaven molt poc entre elles, excepte pel seu color.

## Importància al camp de batalla
Quan l'Oriflama s'enarbolava al camp de batalla, volia dir que s'havia de lluitar sense quarter: el seu color vermell era símbol de crueltat i ferocitat.
Tot i que el fons d'azur (del blau de Sant Martí de Tours) escampat amb flor de lis d'or va romandre el símbol de la reialesa fins al segle xv, l'Oriflama es va convertir en l'estendard de batalla reial, del rei de França, i va ser enarbolada al capdavant de les forces del rei quan s'enfrontava amb un altre exèrcit a la batalla. Al segle xv, la flor de lis sobre de la bandera blanca de Joana d'Arc es va convertir en el nou estendard reial substituint, en el camp de batalla, tant el símbol de la reialesa com l'Oriflama.

## Portador de l'oriflama
El portador de l'estendard, el porta-oriflama, esdevingué un càrrec (com el de Mariscal o Conestable) i un gran honor, ja que era una feina important i molt perillosa fer-se càrrec d'un símbol tan visible a la batalla. Si les coses anaven malament, s'esperava que el portador morís portant l'oriflama, en lloc de renunciar al seu deure i fugir.

Froissart descriu vívidament la caiguda de Geoffroi de Charny al costat del seu rei a la batalla de Poitiers en aquest passatge:
Allà sir Geoffroi de Charny va lluitar galantment prop del rei (nota: i del seu fill de catorze anys). Fent el crit de la batalla, tots els presents estaven pendents d'ell perquè portava l'estendard sobirà del rei [l'Oriflama]. També tenia davant el seu propi estendard, de gules, amb tres escuts d'argent. Tant els anglesos com els gascons vingueren al seu voltant per tots costats obrint la formació de batalla del rei i la van trencar; hi havia tants anglesos i gascons que almenys cinc d'aquests homes d'armes van atacar al cavaller [francès] Sir Geoffroi de Charny, que va ser mort amb l'estendard de França a la mà, mentre que els altres estendards francesos van caure a terra.

### Portadors notables de l'Oriflama
- Geoffroi de Charny – cavaller del segle xiv i autor de diverses obres sobre cavalleria. Va portar per primera vegada l'Oriflama durant l'intent fallit d'alliberar Calais el 1347[19] i va morir a Poitiers defensant-lo.[20]
- Arnoul d'Audrehem - antic mariscal de França del segle XIV. Va ocupar el càrrec des de 1368 fins a la seva mort el 1370, però mai va portar l'estendard en acció.
- Guillaume de Martel – Seigneur de Bacqueville. Va portar l'Oriflama a Agincourt i hi va morir.[21]
- Sir Pierre de Villiers va portar l'Oriflama a la batalla de Roosebeke contra els rebels flamencs de Gant dirigits per Philip van Artvelde el 1382.[18]

## L’oriflama a Catalunya
En la croada contra Catalunya l'oriflama va entrar amb les forces franceses invasores i va acompanyar l'exèrcit francès en la seva retirada, consentida per Pere el Gran. Un cop la comitiva francesa (amb el cadàver del rei de França i l'oriflama) hagué passat el coll de Panissars, el rei en Pere no va poder contenir els almogàvers que massacraren la rereguarda francesa i saquejaren la rècula de mules que els francesos pretenien salvar.

## L'Oriflama a la literatura
En el cant XXXI del Paradís, Dante descriu la Mare de Déu a l'Empire com pacifica oriafiamma (traducció de Musa, "oriflame de pau"):
doncs allà, dalt, aquella oriflama de pau il·luminava el seu centre mentre estava a banda i banda la seva brillantor anava disminuint progresivament
El poeta del segle xix Robert Southey es refereix a l'Oriflama i la seva reputació en el seu poema Joan of Arc:
"Home de ment fosca!" La donzella d'Orleans va respondre: "per actuar bé Porta amb si una àmplia recompensa. No he criat l'oriflama de la mort... Ara Déu n'hi do! La bandera del Senyor És això; i, vingui què passi, a mi convé, Recordant Aquell de qui sóc ministre, Per salvar l'enemic caigut: aquell Déu benigne M'envia un missatger de misericòrdia, M'envia a salvar aquest regne devastat de França, A Anglaterra amiga com a tot el món; Només a aquells enemics, la luxúria dels quals El domini els fa enemics de l'home". — Robert Southey, Joana d'Arc. Llibre VIII
El poeta i polític Martiniquais del segle xx, Aimé Césaire (1913–2008) invoca l'Oriflama al seu poema "Els teus cabells" ("Chevelure"). Invocant l'oriflama, Césaire també invoca l'Imperi colonial francès, la guerra i l'opressió. El poema està inclòs a The Collected Poetry of Aimé Césaire. Un fragment diu:
Innocent ondulant tots els sucs que pugen en la luxúria de la terra tots els verins destil·lats pels alambics nocturns als involucres de les Malvaceae tot el tro de la Saponaria són com aquestes paraules discordants escrites per les flames de les pires sobre els sublims oriflames de la teva revolta — Aime Césaire, Gola solar tallada
L'Oriflama es representa a la temporada 2 de la sèrie de History Channel Knightfall.